# Torben Brostrøm

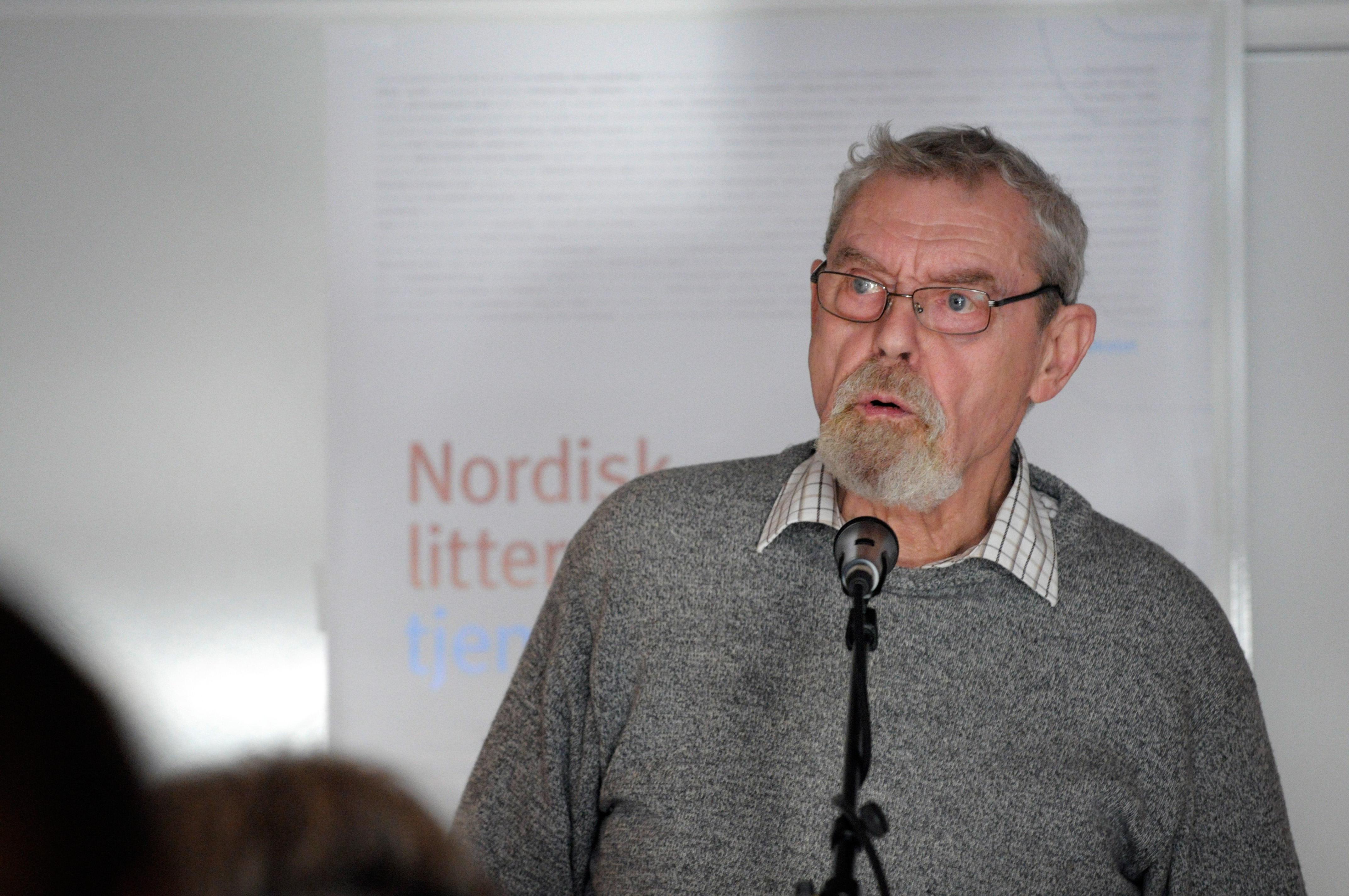
Torben Brostrøm (2008)

Torben Brostrøm (* 4. Juni 1927 in Kalundborg; † 8. Dezember 2020) war ein dänischer Literaturhistoriker, Literaturkritiker und Hochschullehrer, der sowohl den Søren-Gyldendal-Preis als auch den Georg-Brandes-Preis erhielt.

## Leben
Nach dem Schulbesuch absolvierte Brostrøm ein Studium und war nach dem Abschluss als Magister 1953 als Gymnasiallehrer in Kopenhagen tätig. Mitte der 1950er Jahre begann er seine langjährige Tätigkeit als Literaturkritiker bei Tageszeitungen und Zeitschriften und befasste sich insbesondere mit dem lyrischen Modernismus in der dänischen Literatur. Nach Det umådelige mådehold (1959) erschien 1960 eine erste Ausgabe literaturkritischer Essays mit dem Titel Versets løvemanke.
1970 legte Brostrøm, der 1968 mit dem Søren-Gyldendal-Preis ausgezeichnet wurde, eine erste Monografie über Klaus Rifbjerg, einen der produktivsten dänischen Schriftsteller der Gegenwart, mit dem Titel Klaus Rifbjerg I vor. In der Folgezeit beschäftigte er sich neben der modernen dänischen Literatur auch mit der schwedischen Literatur der Gegenwart und wurde 1973 als Mitglied in die Dänische Akademie (Det Danske Akademi) aufgenommen.
1979 nahm er den Ruf auf eine Professur für dänische Literatur an der Lehrerhochschule (Danmarks Lærerhøjskole) der Universität Aarhus an und lehrte dort bis zu seiner Emeritierung 1992. 1983 veröffentlichte er einen weiteren Band mit literaturkritischen Essays unter dem Titel Modernismen før og nu, ehe er 1986 einen Ehrendoktor durch die Universität Lund verliehen bekam.
Nach Folkeeventyrets moderne genbrug (1987) veröffentlichte er Visse øjeblikke. 21 livsbilleder und erhielt hierfür 1988 den Georg-Brandes-Preis verliehen. 1991 gab er mit Klaus Rifbjerg II eine weitere Monografie über den Schriftsteller heraus. Nach seiner Emeritierung war er nicht nur von 1992 bis 2002 Redakteur der Den Store Danske Encyklopædi, sondern befasste sich auch mit seiner Autobiografie, die 1997 unter dem Titel Lod og del erschien und 1998 mit Tegn og træf fortgesetzt wurde. Darin stellte er nicht nur seine Kinder- und Jugendzeit in Kalundborg, Kopenhagen und Aalborg dar, sondern beschrieb auch seine Studien- und Berufszeit nach dem Zweiten Weltkrieg als prägende Stationen vor dem Beginn seiner schriftstellerischen Tätigkeiten.
Zuletzt veröffentlichte er mit Underspil (2002) einen weiteren Band literaturkritischer Arbeiten sowie mit Rad og række (2006) und Ventetid. Om ikke at dø. En nærerindring (2007) eine Fortsetzung seiner Memoiren. Dadurch und seine zahlreichen anderen Werke hatte er einen großen Einfluss nicht nur auf die Literaturkritik Dänemarks, sondern beeinflusste auch pädagogische und kulturpolitische Aspekte.
2002 erhielt er den Nordischen Preis der Schwedischen Akademie.

## Weitere Veröffentlichungen
- Poetisk kermesse. Gyldendal, Kopenhagen 1962.
- Ti års lyrik. Kritik og kronik 1956–65 (= Gyldendals uglebøger. 151, ZDB-ID 1045386-6). Gyldendal, Kopenhagen 1966.
- Labyrint og arabesk. Gyldendal, Kopenhagen 1967.
- Ti års kritik. Prosa/Lyrik/Kritik. 1965–74. Gyldendal, Kopenhagen 1975, ISBN 87-00-13431-7.
- Den ny åbenhed. 1970’ernes brugslitteratur (= Berlingske leksikon bibliotek. 153). Berling, Kopenhagen 1981, ISBN 87-19-10163-5.
- Fantasi og dokument. Litteraturen og firserne. Gyldendal, Kopenhagen 1984, ISBN 87-00-76787-5.
- Men dansen den går. Litterære memoirer. Gyldendal, Kopenhagen 1994, ISBN 87-00-21008-0.
- ‘Uden titel’. Litterære essays i udvalg. Gyldendal, Kopenhagen 2003, ISBN 87-02-01969-8.